# Aktion Psychisch Kranke
Der Verein Aktion Psychisch Kranke e. V. (APK) ist ein überparteilicher Zusammenschluss von Parlamentariern und Fachleuten der psychiatrischen Versorgung in Deutschland.

## Geschichte
1971 wurde die Aktion Psychisch Kranker von Abgeordneten aller westdeutschen Bundestagsfraktionen und Fachleuten der Psychiatrie gegründet. Das Thema sollte aus parteipolitischem Streit herausgehalten werden und das Reformvorhaben als fraktionsübergreifendes Anliegen gestaltet werden. Walter Picard war der erste Vorsitzende des Vereins. Caspar Kulenkampff wurde stellvertretender Vorsitzender.  Auf der Basis der Empfehlungen der Psychiatrie-Enquête von 1975 setzt sich die APK für bedarfsgerechte Versorgungsstrukturen für psychisch kranke Menschen ein.

## Ziele
Nach eigener Aussage versteht sich der APK als Lobby für die benachteiligte Gruppe der psychisch Kranken und als Scharnier zwischen Bundesbehörden und psychiatrischer Fachwelt. Der Verein wird gefördert vom Bundesministerium für Gesundheit.
Zur Arbeitsweise gehören Expertenkommissionen, Publikationen, Stellungnahmen und Konferenzen.